# David Hirschfelder
David Hirschfelder (Ballarat, Austràlia, 1960) és un compositor de cinema australià.
Començava en el món de la música amb la banda de jazz Pyramid. També tocà els teclats a la Little River Band. Va compondre la seva primera banda sonora per la pel·lícula documental del 1987 Suzy's Story, que era la crònica de la vida d'una dona que mor de sida. A partir comença a compondre tant per la TV com per al cinema, incloent-hi l'altament reeixit Strictly Ballroom (1992) per a la qual guanyava un Premi BAFTA.
Aquest èxit feu que se li assignessin tasques d'un perfil més alt, i finalment la prominència internacional de Hirschfelder esclatava el 1996 quan era nominat a l'Oscar per la banda sonora de Shine, amb unes adaptacions clàssiques sorprenents al voltant de la història de la vida del pianista virtuós mentalment inestable David Helfgott. Després ha signat la comèdia romàntica britànica Sliding Doors (1998) que protagonitza Gwyneth Paltrow, la peça d'època críticament aclamada Elisabet (1998) sobre la vida d'Elisabet I, per la qual se'l nominava novament per l'Oscar, i el drama familiar sentimental de Diane Keaton Penjades (2000).
És el receptor de tretze nominacions dels Premis AFI (Oscars australians).

## Músic
Com a teclista, Hirschfelder ha estat membre de diversos grups, com ara la banda de fusió de jazz Pyramid, la banda de rock Peter Cupples Band (1980), els rockers pop Little River Band (1983–1986), Blowout, Dragon (1987, 1989), adults contemporanis. La banda de suport del cantant John Farnham (1986–1992)[1] i el supergrup de fusió de jazz CAB.
El 1980 Hirschfelder es va unir a la Peter Cupples Band, Cupples acabava de deixar el seu grup de soul-pop, Stylus, i va formar el grup de rock amb Hirschfelder als teclats, Virgil Donati a la bateria, Ross Ingliss a la guitarra i Robert Little al baix. L'octubre de 1981 Peter Cupples Band va llançar el seu àlbum debut, Fear of Thunder. El 1982 Hirschfelder va proporcionar el piano a l'àlbum de Little River Band, Greatest Hits. El seu següent àlbum, The Net, tenia Hirschfelder als teclats i com a coproductor, amb la formació de la banda que incloïa Farnham a la veu principal, Beeb Birtles a les guitarres i veus, Graeham Goble a les guitarres i veus, Stephen Housden a la guitarra i cors, Wayne Nelson al baix i veu, i Derek Pellicci a la bateria i la percussió. Es va unir al grup el setembre de 1983, mentre feien una gira als Estats Units. El seu àlbum de 1984, Playing to Win, va veure Hirschfelder subministrant guitarra, piano, teclats, sintetitzador, programació i veu. També va coescriure les cançons, "When Cathedrals Were White", "Blind Eyes" i "Playing to Win". Els dos últims es van publicar com a senzills, amb "Playing to Win" assolint el Billboard Hot 100 el març de 1985 i el Top 100 a la llista australiana de singles de Kent Music Report. A mitjans de 1986 el grup va publicar No Reins que tenia Hirschfelder al piano, teclats i coescriptura "Paper Paradise".
Després de l'enregistrament de No Reins, Hirschfelder va deixar Little River Band per tornar a Austràlia i es va unir a la banda de suport de Farnham. A l'abril-juny de 1986 Farnham va gravar el seu àlbum, Whispering Jack amb Hirschfelder a teclats, programes de bateria i coescriptura "Going, Going, Gone". Per fer una gira de suport a l'àlbum, Farnham i Hirschfelder es van unir al Jack's Back Tour amb Angus Burchill (o Burchall) a la bateria, Brett Garsed a la guitarra solista i Greg Macainsh al baix (Skyhooks). En aquell moment, Jack's Back Tour va ser la gira més taquillera d'un grup australià. Hirschfelder va romandre amb Farnham per als àlbums d'estudi, Age of Reason (juliol de 1988) i Chain Reaction (setembre de 1990). Entre aquests dos àlbums va publicar el seu propi, Welcome to the Nightclub of My Mind el 1989. El 1992 Hirschfelder va deixar la banda de suport de Farnham per concentrar-se en el seu treball de partitura per a televisió i pel·lícules. El 1999 va col·laborar amb David Hobson per al cicle de cançons Inside This Room basat en escrits de Joseph Campbell i Paulo Coelho.

## Compositor de cinema
El primer treball de partitura de Hirschfelder va ser per a la sèrie de televisió Skirts and Shadows of the Heart (tots dos el 1990); Ratbag Hero va seguir el 1991.
Ha compost partitures per a pel·lícules com Strictly Ballroom (L'amor és a l'aire, Shine (1996), Sliding Doors (1998), Elizabeth (Elisabet (pel·lícula) (1998), Hanging Up (Penjades, 2000), Peaches (2004), Austràlia (Austràlia2008) i Legend of the Guardians. (La llegenda dels guardians. Les òlibes de Ga'Hoole (2010).
Ha treballat nombroses vegades amb els directors Ian Gilmour, Craig Monahan, Ann Turner, Roger Spottiswoode i Baz Luhrmann.
El 1999, la partitura d'Elizabeth (composta per a una orquestra de 90 peces i un cor de 40) va ser nominada a l'Oscar, i va ser guardonada amb un premi BAFTA i un premi APRA a la millor banda sonora original. També va guanyar el BAFTA a la millor puntuació el 1993 per Strictly Ballroom.
Va compondre per a la cerimònia d'obertura dels Jocs Olímpics d'Estiu de 2000 a Sydney.

## Filmografia selectiva
| Any  | Film                                                       | Dirigida per                                            | Notes                                                                            |
| ---- | ---------------------------------------------------------- | ------------------------------------------------------- | -------------------------------------------------------------------------------- |
| 1990 | Skirts                                                     | Brendan Maher, Richard Sarell & Ian Gilmour             | TV sèries                                                                        |
| 1992 | Strictly Ballroom                                          | Baz Luhrmann                                            |                                                                                  |
| 1994 | Dallas Doll                                                | Ann Turner                                              |                                                                                  |
| 1996 | Shine                                                      | Scott Hicks                                             | Academy Award for Best Original Dramatic Score                                   |
| 1996 | Dating the Enemy                                           | Megan Simpson Huberman                                  |                                                                                  |
| 1998 | Sliding Doors                                              | Peter Howitt                                            | també orquestrador                                                               |
| 1998 | The Interview                                              | Craig Monahan                                           |                                                                                  |
| 1998 | Elizabeth                                                  | Shekhar Kapur                                           | Academy Award for Best Original Dramatic Score                                   |
| 1999 | What Becomes of the Broken Hearted?                        | Ian Mune                                                |                                                                                  |
| 2000 | Hanging Up                                                 | Diane Keaton                                            |                                                                                  |
| 2000 | Better Than Sex                                            | Jonathan Teplitzky                                      |                                                                                  |
| 2000 | The Weight of Water                                        | Kathryn Bigelow                                         | també director                                                                   |
| 2002 | Bootleg                                                    | Ian Gilmour                                             | TV mini-series                                                                   |
| 2003 | The Wannabes                                               | Nick Giannopoulos                                       |                                                                                  |
| 2004 | Standing Room Only                                         | Deborra-Lee Furness                                     | Curtmetratge                                                                     |
| 2004 | Peaches                                                    | Craig Monahan                                           |                                                                                  |
| 2004 | BlackJack                                                  | Peter Andrikidis, Ian Watson & Kate Woods               | Sèrie de televisió, tots els episodis excepte pilot                              |
| 2004 | The Five People You Meet In Heaven                         | Lloyd Kramer                                            | TV film; només director                                                          |
| 2006 | Aquamarine                                                 | Elizabeth Allen                                         | només director                                                                   |
| 2006 | Irresistible                                               | Ann Turner                                              |                                                                                  |
| 2007 | Shake Hands with the Devil                                 | Roger Spottiswoode                                      | Va guanyar Canadian Screen Award for Best Original Song at the 28th Genie Awards |
| 2008 | The Children of Huang Shi                                  | Roger Spottiswoode                                      |                                                                                  |
| 2008 | Salute                                                     | Matt Norman                                             | documental                                                                       |
| 2008 | Australia                                                  | Baz Luhrmann                                            | també harmònica                                                                  |
| 2009 | The Blue Mansion                                           | Glen Goei                                               |                                                                                  |
| 2010 | I Love You Too                                             | Daina Reid                                              |                                                                                  |
| 2010 | Legend of the Guardians: The Owls of Ga'Hoole              | Zack Snyder                                             | Film d'animació                                                                  |
| 2011 | Sanctum                                                    | Alister Grierson                                        |                                                                                  |
| 2012 | Beyond Right and Wrong: Stories of Justice and Forgiveness | Lekha Singh, Roger Spottiswoode                         | documental                                                                       |
| 2013 | The Railway Man                                            | Jonathan Teplitzky, based on a true story by Eric Lomax | drama històric                                                                   |
| 2014 | Healing                                                    | Craig Monahan                                           | drama                                                                            |
| 2014 | The Water Diviner                                          | Russell Crowe                                           | drama històric                                                                   |
| 2015 | The Dressmaker                                             | Jocelyn Moorhouse                                       | drama                                                                            |
| 2016 | A Street Cat Named Bob                                     | Roger Spottiswoode                                      | drama                                                                            |
| 2017 | A Few Less Men                                             | Mark Lamprell                                           | comedia                                                                          |
| 2017 | Dance Academy: The Movie                                   | Jeffrey Walker                                          | drama                                                                            |
| 2018 | In Like Flynn                                              | Russell Mulcahy                                         | drama                                                                            |
| 2019 | Ride Like a Girl                                           | Rachel Griffiths                                        | drama                                                                            |

## Discografia
Llistes d'àlbums
| Títol                               | Detalls de l'àlbum                                                       | Posicions màximes del gràfic |
| Títol                               | Detalls de l'àlbum                                                       | AUS                          |
| ----------------------------------- | ------------------------------------------------------------------------ | ---------------------------- |
| Inside This Room (amb David Hobson) | - Publicació: agost de 1999 - Format: CD - Etiqueta: bolet (MUSH33241.2) | 70                           |

## Premis i nominacions
Premis de l'Acadèmia
- 69th Academy Awards|Premi de l'Acadèmia 1997 a la millor nominació a la millor banda sonora dramàtica original per Shine[15]
- 71st Academy Awards|Premi de l'Acadèmia 1999 a la millor nominació a la millor banda sonora dramàtica original per Elizabeth[15]

### Premis ARIA Music
Els ARIA Music Awards són una cerimònia anual de lliurament de premis que reconeix l'excel·lència, la innovació i els assoliments en tots els gèneres de la música australiana. Van començar l'any 1987.
| Any  | Nominat                       | Premi                                                           | Resultat | Plantilla:Abbr. |
| ---- | ----------------------------- | --------------------------------------------------------------- | -------- | --------------- |
| 1993 | Strictly Ballroom             | Millor banda sonora original, repartiment o àlbum d'espectacles | Nominat  | [ 18 ]          |
| 1999 | Elizabeth                     | Millor banda sonora original, repartiment o àlbum d'espectacles | guanyat  | [ 18 ]          |
| 1999 | L'entrevista                  | Millor banda sonora original, repartiment o àlbum d'espectacles | Nominat  | [ 18 ]          |
| 2000 | Què passa amb el cor trencat? | Millor banda sonora original, repartiment o àlbum d'espectacles | Nominat  | [ 18 ]          |
| 2001 | Better Than Sex               | Millor banda sonora original, repartiment o àlbum d'espectacles | Nominat  | [ 18 ]          |

### Premis APRA
Els APRA Awards es celebren a Austràlia i Nova Zelanda per l'Australasian Performing Right Association per reconèixer les habilitats d'escriptura de cançons, les vendes i la interpretació dels seus membres anualment.
| Any  | Nominat                         | Premi                             | Resultat | Plantilla:Abbr. |
| ---- | ------------------------------- | --------------------------------- | -------- | --------------- |
| 1998 | Shine                           | Millor banda sonora de pel·lícula | guanyat  | [ 19 ]          |
| 1999 | Elizabeth                       | Millor banda sonora de pel·lícula | guanyat  | [ 20 ]          |
| 2008 | Els fills de la ruta de la seda | Millor banda sonora de pel·lícula | guanyat  | [ 21 ]          |